# 30-я стрелковая дивизия (1-го формирования)
30-я стрелковая дивизия — общевойсковое соединение РККА Советской России и ВС Союза ССР в период Гражданской и Великой Отечественной войн.

## Полное наименование
Полное действительное наименование формирования — 30-я Иркутская, ордена Ленина, трижды Краснознамённая стрелковая дивизия имени Верховного Совета РСФСР (до 3 декабря 1938 года, имени Всероссийского Центрального Исполнительного Комитета).

## История

### Гражданская война
По ходатайству реввоенсовета 3-й армии 23 сентября 1918 года была сформирована 4-я Уральская стрелковая дивизия. В соответствии с Приказом войскам 3-й армии Восточного фронта, от 30 октября 1918 года, № 038 в состав 4-й Уральской стрелковой дивизии влилась 3-я Уральская стрелковая дивизия. Приказом войскам 3-й армии Восточного фронта, от 11 ноября 1918 года, № 048 переименована в 30-ю стрелковую дивизию.
Дивизия отличилась в боях под городом Кунгур, когда в течение семи дней держала круговую оборону, сдерживая превосходящие войска генерала Радола Гайды (Пермская операция 1918). Соединение участвовало в Пермской наступательной операции РККА в июне 1919 года.
Особая кавалерийская бригада под командованием Ивана Каширина участвовала в Челябинской операции 1919 года.
Осенью 1919 года Восточный фронт был реорганизован. После взятия Омска (ноябрь 1919 года) 3-я армия была расформирована, входившие в её состав 30-я и 51-я стрелковые дивизии переданы в состав 5-й армии.
В составе 5-й армии 30-я стрелковая дивизия участвовала в освобождении городов Томск и Красноярск. Вела бои в районе города Иркутска.
В ноябре 1920 года дивизия участвовала в Перекопско-Чонгарской операции. После которой принимала участие в ликвидации вооружённых формирований Махно.
Почётное наименование «Иркутская» присвоено дивизии в декабре 1920 года за освобождение города Иркутск, в котором с ноября 1919 года по январь 1920 года находилось правительство адмирала Колчака.
В 1919 году трое старослужащих 1-го полка 30-й дивизии забили до смерти своего сослуживца — красноармейца Куприянова, уроженца Балаковского уезда Саратовской области 1901 года рождения по причине того, что молодой боец отказался за «дедов» выполнить их работу. По законам военного времени виновные в смерти солдата были расстреляны. Это был первый зафиксированный случай, связанный с неуставными отношениями в Красной Армии. Считается, что после этого инцидента официально зафиксированные случаи дедовщины в армии Советской России и СССР исчезли почти на полвека.
С ноября 1919 года по октябрь 1920 года 30-я стрелковая дивизия входила в состав 5-й армии Восточного фронта РККА.
В октябре 1920 года дивизия убыла на Южный фронт для борьбы со Врангелем в Крыму.

### Сокращение армии
С сентября 1921 года 30-я Иркутская сд имени ВЦИК входила в состав Харьковского военного округа.
К 1 октября Вооружённые Силы Украины и Крыма составляли около 423 000 человек.
31 января 1922 года были введены нарукавные знаки различия командного состава Красной Армии. Располагались нарукавные знаки на полях клапанов и имели определённые цвета: у пехоты был цвет — красный, у кавалерии — синий, у артиллерии — чёрный. Командиры отделений, помощники командиров взводов, старшины, командиры взводов, командиры рот, командиры эскадронов, командиры батальонов, командиры дивизионов, командиры полков, начальник дивизии стали иметь на военной форме видимые знаки отличия.
С 21 апреля по 27 мая 1922 года дивизия входила в состав Юго-Западного военного округа.(4-с.59; 5-с.763;с.838)
1 мая командиры и красноармейцы дивизии приняли военную присягу. Это торжественное мероприятие проводилось в первый раз после окончания гражданской войны в России.
27 мая Юго-Западный военный округ получил новое название — Украинский военный округ. (4; ЦГСА, Сборник секретных приказов РВС, 1922, л. 418)
В 1922 году организация стрелковой дивизии изменена, количество стрелковых полков в дивизии сократилось с девяти до трёх. В Украинском военном округе со второй половины 1922 года и до начала 1923 года должны были формироваться 6, 7, 8, 14 и 17-й ск. В 1922 году началось формирование 7-го стрелкового корпуса, штаб в г. Днепропетровске, в составе 25-й и 30-й сд. Командир корпуса И. И. Гарькавый.
3 июня командующий Вооружёнными Силами Украины и Крыма М. В. Фрунзе назначен командующим войсками Украинского военного округа с сохранением названия должности командующий Вооружёнными Силами Украины и Крыма, а штаб Вооружённых Сил Украины и Крыма переименован в штаб Украинского военного округа, (5-с. 161). 3 июня завершились организационные изменения новой структуры на Украине.
30 декабря 1922 советские республики объединились в Союз Советских Социалистических Республик.

### Переход к территориальной системе организации Красной Армии
8 августа 1923 года декретом ЦИК и СНК СССР в Красной Армии введена территориально-милиционная система организации Вооружённых Сил.
С 1923 года в Украинском военном округе формируются новые территориальные стрелковые дивизии — 23, 46, 80, 95, 96, 99, 100-я.

### Военная реформа
В апреле 1924 года командующим войсками Украинского военного округа назначен А. И. Егоров. Управление округа находилось в городе Харькове. Начальник политуправления округа В. П. Затонский. Исполняющий обязанности начальника штаба округа Р. В. Лонгва.
Весной 1924 года проведён первый регулярный призыв в армию. Боевая подготовка становилась регулярной.
30 июля 1924 года. В соответствии с решениями 1-го Всесоюзного артиллерийского совещания (май 1924 г.) летом 1924 года в стрелковых дивизиях создаются артиллерийские полки двухдивизионного состава.
7 октября 1924 года приказом председателя РВС Л. Д. Троцкого стрелковые дивизии переводятся на единую организационную структуру. Каждая из них должна была состоять из трёх стрелковых полков, отдельного кавалерийского эскадрона, лёгкого артиллерийского полка и специальных подразделений. Стрелковый полк должен был состоять их трёх батальонов, батареи полковой артиллерии и обслуживающих подразделений. Численный состав дивизий сокращался в мирное время до 6516 чело¬век, а в военное время — до 12 800 человек. (ЦГАСА, ф. 4, оп. 1, д. 335, л. 19.) Вместе с тем должна была возрасти техническая оснащённость дивизии. Она должна была иметь на вооружении 54 орудия (вместо 16), 81 ручной пулемёт, 189 станковых пулемётов, 243 гранатомёта (См. КПСС и строительство Вооружённых Сил СССР. М., Воениздат, 1959, с. 238.).
Осенью 1924 года проведён первый регулярный призыв в армию.
9 января 1925 года. Переход к территориальной системе военного строительства изменил реорганизацию органов военного управления в городах. На основании постановления ЦИК СССР от 9 января 1925 года губернские военные комиссариаты реорганизуются в территориальные управления — губернские (там, где не было штабов дивизий и корпусов), дивизионные и корпусные (в губерниях, где имелись штабы дивизий и корпусов). Территориальные управления выполняли функции военных отделов губисполкомов, находясь в то же время в подчинении военного командования. В Украинском военном округе было создано пять корпусных территориальных управлений, три дивизионных и территориальное управление Крымской АССР. Управление 7-го стрелкового корпуса являлось корпусным территориальным управлением и выполняло функции губернского военного комиссариата в г. Днепропетровске.
1 августа 1925 года. К 1925 году в Украинском военном округе были сформированы 23, 46, 80, 95, 96, 99, 100-я территориальные стрелковые дивизии. Всего в округе насчитывалось шесть кадровых и десять территориальных стрелковых дивизий. (ПА ИИП при ЦК Компартии Украины, ф. 1, оп. 1, д.1019, л. 45)
В состав 7-го территориального стрелкового корпуса теперь входили: 25-я территориальная сд, 30-я Иркутская территориальная сд имени ВЦИК, 80-я территориальная сд.

### Всегда в готовности
В 1939 году на базе подразделений дивизии развёрнуты 132-я стрелковая дивизия и 176-я стрелковая дивизия.

### Великая Отечественная война
Незадолго до начала войны была переформирована в 30-ю горнострелковую дивизию, под таким наименованием и вступила в войну, 25.08.1941 переформирована в 30-ю стрелковую дивизию.
В действующей армии c 22.06.1941 по 18.12.1942
На 22.06.1941 года дислоцировалась на советско-румынской границе по реке Прут в районе Скулян (Калараш, район прикрытия государственной границы № 5). 24.06.1941 года вступила в бой, была вынуждена отступать, на 30.06.1941 года занимала рубеж Внишора — Герман — Петрештипри, при дезорганизованном отступлении потеряла много техники и личного состава, на 05.07.1941 года занимала позиции на фронте Поповка, Липованка. 07.07.1941 года выведена в резерв, к 11.07.1941 года была численностью не более штатной численности одного полка. С 06.08.1941 года передана в состав Приморской армии, которой была поручена оборона Одессы, однако ещё до соединения с силами армии, была отсечена, так и не соединилась с основными силами армии и была вынуждена отойти к Южному Бугу. Затем вела оборонительные и наступательные бои на Ростовском направлении, занимала рубеж по реке Миус, в январе 1942 года форсировала Миус, в марте 1942 года участвовала в наступлении на Таганрог. Со второй половины июля 1942 года с боями отходила на Кавказ. С 25.07.1942 года в течение трёх дней прикрывала переправы через Дон в районе Азова, обороняется на краснодарском направлении. 12.08.1942 года была вынуждена окончательно оставить Краснодар. В августе держит оборону в районе Горячего Ключа

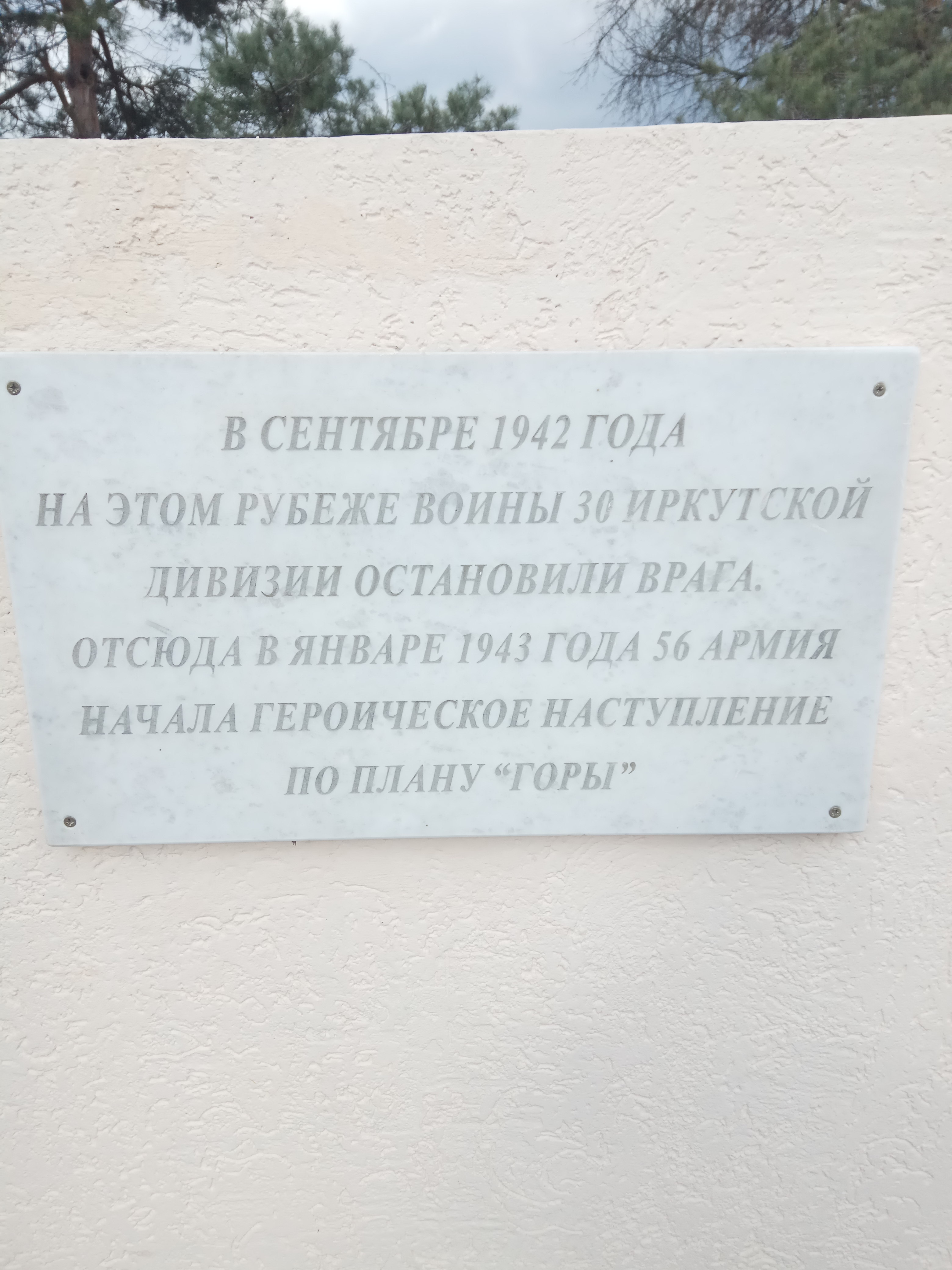
мемориальная доска шоссе Краснодар-Джугба

Участвовала в Туапсинской оборонительной операции. К началу 20-х чисел августа 1942 года прикрывала дороги через Пятигорский и Хребтовый перевалы. После затишья, длившегося до 23.09.1942 года, снова участвует в ожесточённых оборонительных боях, к концу октября 1942 года держит рубеж в долине рек Каверзе и Псекупс прикрывая выход на Хребтовый перевал и побережье Чёрного моря.
18.12.1942 года за массовый героизм, мужество и высокое воинское мастерство личного состава, проявленное в боях с захватчиками, дивизия награждена почётным званием «Гвардейская», ей присвоен новый войсковой №, и она преобразована в 55-ю гвардейскую стрелковую дивизию.
Послевоенное время
Приказом Министра обороны СССР № 00147 от 17 ноября 1964 года в целях сохранения боевых традиций 55-й гвардейской мотострелковой дивизии был восстановлен бывший её войсковой номер — 30-й и она стала наименоваться 30-я гвардейская мотострелковая Иркутско-Пинская, ордена Ленина, трижды Краснознамённая, ордена Суворова дивизия имени Верховного Совета РСФСР.

### В составе
| Дата                       | Фронт (Военный округ)                         | Армия            | Корпус                 | Примечания |
| -------------------------- | --------------------------------------------- | ---------------- | ---------------------- | ---------- |
| июль 1918 — ноябрь 1919    | Восточный фронт                               | 3-я армия        |                        |            |
| ноябрь 1919 — октябрь 1920 | Восточный фронт                               | 5-я армия        |                        |            |
| октябрь 1920 — апрель 1921 |                                               | 4-я армия        |                        |            |
| 22.06.1941                 | ОдВО                                          | 9-я армия        | 48-й стрелковый корпус |            |
| 25.06.1941                 | Южный фронт                                   | 9-я армия        | 35-й стрелковый корпус |            |
| 06.08.1941                 | Южный фронт                                   | Приморская армия |                        |            |
| 01.10.1941                 | Южный фронт                                   | 9-я армия        |                        |            |
| января 1942                | Южный фронт                                   | 56-я армия       |                        |            |
| 01.10.1942                 | Закавказский фронт, Черноморская группа войск | 56-я армия       |                        |            |

### Состав

#### Состав на 29 ноября 1918 года[2]
- Управление

1-я бригада (комбриг Грязнов Иван Кенсоринович):
- 1-й Кунгурский стрелковый полк
- 1-й Красноуфимский стрелковый полк
- 2-й Красноуфимский стрелковый полк
- Кавалерийский полк им.Володарского

2-я бригада (комбриг Каширин Иван Дмитриевич):
- Литовско-Латышский стрелковый полк
- Верхнеуральский стрелковый полк
- Белорецкий стрелковый полк
- Верхнеуральский казачий полк

3-я бригада (комбриг Павлищев Иван Степанович):
- Богоявленский стрелковый полк и батарея (Калмыков М. В.[3])
- 1-й Уральский стрелковый полк и батарея
- Сводный кавалерийский полк
- 1-й Кронштадтский батальон моряков

4-я бригада (комбриг Томин Николай Дмитриевич):
- 4-й Василеостровский стрелковый полк им. Малышева
- 17-й Уральский стрелковый полк
- 1-й Оренбургский казачий им.Стеньки Разина полк (Захаров Н. А.[3])
- Бронепоезд № 1
- Бронепоезд № 4
- Гаубичная площадка № 1

5-я бригада:
- Рабочий им. Малышева стрелковый полк
- 2-й Горный стрелковый полк
- Среднеуральский стрелковый полк
- 1-й Уральский кавалерийский полк
- Отряд Красных гусар

6-я бригада:
- 2-й Кунгурский стрелковый полк
- 1-й морской Кронштадтский стрелковый полк и батарея (Сивков Аркадий Кузьмич[4])
- Тверская разведывательная авиагруппа
- 15-й истребительный авиаотряд

#### Состав на 3 января 1919 года[5]
- Управление
- 1-й Кунгурский стрелковый полк
- 1-й Красноуфимский стрелковый полк
- 2-й Красноуфимский стрелковый полк
- Кавалерийский полк им.Володарского
- Верхнеуральский стрелковый полк
- Белорецкий стрелковый полк
- Верхнеуральский казачий полк
- Богоявленский стрелковый полк
- 1-й Уральский стрелковый полк
- Сводный кавалерийский полк
- 4-й Василеостровский стрелковый полк
- 17-й Уральский стрелковый полк
- Казачий им.Стеньки Разина полк
- 2-й Горный стрелковый полк
- Среднеуральский стрелковый полк
- 1-й Уральский кавалерийский полк
- Архангельский стрелковый полк
- Уфимский кавалерийский полк

#### 30-я стрелковая дивизия в 1919 году
- Управление

88-я Красноуфимская стрелковая бригада, сформирована в августе 1918 (командиры: Грязнов И. К., Смирнов И. К.; комиссары: Мяги, Кожевников С. Н.; начштаба: Бочкарев Федор Антонович, Катанский в 1919):
- 262-й стрелковый полк (командиры: Смирнов И.К., затем Соломатин М. Д., с апреля 1923 Шевалдин Т. И.; комиссары: Бызев И. Ф.[4])
- 263-й стрелковый полк[6] (командиры: Анфалов Яков Семенович, Артемьевский[4])
- 264-й стрелковый полк

89-я стрелковая бригада (впоследствии 89-й Чонгарский стрелковый полк) сформирована в сентябре 1918 (командиры: Каширин И. Д. 1918, Захаров А. Н. с 13.12.1919, Кононов Александр Павлович июль с ноября 1920; комиссары: Залогин И. Н. конец 1919, Калмыков М. В. ноябрь 1920; начштабы: Русяев Виктор Сергеевич с весны 1919):
- 265-й стрелковый полк[7] (командиры: Томин Н. Д. 1918, Суганов Иван 1918, Кононов Александр Павлович июль 1918-ноябрь 1920, Кузнецов А. Н. с ноября 1920)
- 266-й стрелковый полк[8] (командиры: Малышев Иван Михайлович 1918, Таланкин Н. Я., Родионов Василий Николаевич (умер 29 апреля 1919)[3], Захаров А. Н. до 13.12.1919, Соломатин М. Д. с 13.12.1919, Аронет В. А. конец 1920; комиссары: Кожевников С. Н. до 17.08.1920, Бондарев Тимофей Михайлович 17.08.1920-04.01.1920, Глушков конец 1920)
- 267-й стрелковый полк[9](командиры: Григорьев А. С.; комиссары: Бондарев Тимофей Михайлович до 17.08.1920, Кожевников С. Н. с 17.08.1920)

90-я стрелковая бригада сформирована в сентябре 1918 (командиры: Павлищев И. С. 1918, Калмыков М. В. начало 1920, Окулич А. К. ноябрь 1920):
- 268-й стрелковый полк (во время ВОВ батальон 90-го полка 30-й стрелковой дивизии) (командиры: Браницкий Иван Иванович до мая 1918, Павлищев И. С. с мая 1918; начштабы: Малютин)
- 269-й Богоявленский стрелковый полк (командиры: Калмыков М. В. с 13.05.1919[10]; Беляков Н. А. август 1919)
- 270-й Белорецкий социалистический стрелковый полк (с 1922 года батальон 90-го полка 30-й стрелковой дивизии)

30-й кавалерийский дивизион (впоследствии — кавалерийский полк, Рокоссовский К. К.)

#### Состав на 1931 год
- Управление
- 88-й стрелковый полк
- 89-й стрелковый полк
- 90-й стрелковый полк
- 30-й артиллерийский полк
- 30-й конный эскадрон
- 30-я рота связи
- 30-я саперная рота

#### 30-я горнострелковая дивизия
- Управление
- 35-й горнострелковый полк
- 71-й горнострелковый полк
- 256-й горнострелковый полк
- 369-й горнострелковый полк
- 59-й артиллерийский полк
- 121-й гаубичный артиллерийский полк
- 147-й отдельный истребительно-противотанковый дивизион
- 89-й кавалерийский эскадрон
- 101-й сапёрный батальон
- 115-й отдельный батальон связи
- 40-й артиллерийский парковый дивизион
- 57-й медико-санитарный батальон
- 66-я отдельная рота химический защиты
- 407-я автотранспортная рота
- 80-я полевая хлебопекарня
- 94-й дивизионный ветеринарный лазарет
- 81-я полевая почтовая станция
- 341-я полевая касса Госбанка (на 01.10.1942 г.)

#### 30-я стрелковая дивизия
- Управление
- 35-й стрелковый полк
- 71-й стрелковый полк
- 256-й стрелковый полк
- 59-й лёгкий артиллерийский полк
- 121-й гаубичный артиллерийский полк (до 30.12.1941)
- 147-й отдельный истребительно-противотанковый дивизион (до 19.01.1942)
- 436-я зенитная батарея (287-й отдельный зенитный артиллерийский дивизион)
- 551-й миномётный дивизион (с 27.11.1941 по 03.11.1942)
- 89-й отдельный разведывательный батальон
- 101-й отдельный сапёрный батальон
- 115-й отдельный батальон связи
- 40-й артиллерийский парковый дивизион (до 06.04.1942)
- 57-й медико-санитарный батальон
- 66-я отдельная рота химический защиты
- 407-я автотранспортная рота
- 80-я полевая хлебопекарня
- 94-й дивизионный ветеринарный лазарет
- 81-я полевая почтовая станция
- 1721-я (341-я)полевая касса Госбанка

В марте 1942 года дивизии была временно подчинена 13-я стрелковая бригада

### Командиры
- Угрюмов, Леонтий Яковлевич (28 июля 1918 — 12 сентября 1918);
- Борчанинов, Александр Лукич (12 — 22 сентября 1918), ВРИД;
- Блюхер, Василий Константинович (22 сентября 1918 — 15 января 1919);
- Каширин, Николай Дмитриевич (15 января 1919 — 6 августа 1919);
- Сергеев, Евгений Николаевич (6 августа 1919 — 8 декабря 1919);
- Лапин, Альберт Янович (8 декабря 1919 — 12 марта 1920);
- Богомягков, Степан Николаевич (12 — 14 марта 1920 года). ВРИД;
- Грязнов, Иван Кенсоринович (14 марта 1920 — 26 июня 1922);
- Стуцка, Кирилл Андреевич (23 июля 1922 — 12 сентября 1922);
- Окулич, Александр Константинович (12 сентября 1922 — 4 февраля 1923);
- Мясоедов, Пётр Петрович (20 октября 1924 — 14 января 1931);
- Скрипкин, Владимир Михайлович (1 февраля 1931 — декабрь 1934);
- Зубок, Александр Ефимович (10 января 1935 — 8 июня 1937), комбриг, репрессирован;
- Маршалков, Иван Иванович (15 июня 1937 — 13 февраля 1938), комбриг;
- Черняев, Платон Васильевич (13 февраля 1938 — 16 августа 1939), комбриг;
- Галактионов, Сергей Гаврилович (16 августа 1939 — не позднее 16 июля 1941[11][12]), комбриг, с 05.06.1940 генерал-майор;
- Гончаров, Михаил Дмитриевич (25 августа 1941 — 4 декабря 1941), генерал-майор;
- Потехин, Савва Калистратович (5 декабря 1941 — 14 июня 1942), полковник;
- Аршинцев, Борис Никитич (15 июня 1942 — 18 декабря 1942), полковник.

## Отличившиеся воины дивизии[13]
- Гардеман, Григорий Иванович, политрук 7-й стрелковой роты 71-го стрелкового полка. Звание присвоено посмертно 31.03.1943 года.
- Есауленко, Владимир Венедиктович, командир 7 роты 71-го стрелкового полка, лейтенант. Звание Героя Советского Союза присвоено 27 марта 1942 года посмертно по совокупности героических действий на поле боя. Приказом Министра обороны СССР № 95 от 14 апреля 1965 года зачислен навечно в списки 7-й роты 166-го гвардейского мотострелкового Краснознамённого полка 30-й гвардейской мотострелковой Иркутско-Пинской, орденов Ленина и Октябрьской Революции, трижды Краснознамённой, ордена Суворова дивизии имени Верховного Совета РСФСР. 15 мая 2020 года имя Героя Советского Союза В. В. Есауленко присвоено Ряженской средней образовательной школе Матвеево-Курганского района Ростовской области.
- Кириченко, Александр Поликарпович, заместитель командира роты по политической части 256-го стрелкового полка, политрук. Закрыл своим телом амбразуру вражеского дзота 9 ноября 1942 года в бою за высоту 249,6 близ г. Туапсе (Краснодарский край). Звание Героя присвоено посмертно 17.04.1943 года.
- Кучерявый, Герасим Евсеевич, пулемётчик 256-го стрелкового полка, старший сержант. Герой Советского Союза. Звание присвоено посмертно 31.03.1943 года, за бои в районе Горячего Ключа 11.11.1942 года. Остался один защищать высоту, его стали окружать вражеские солдаты, предлагая ему сдаться в плен. Подпустив их вплотную к себе, взорвал гранату, уничтожив четырёх врагов.
- Сафонов, Георгий Александрович — командир 256-го стрелкового полка 30-й стрелковой дивизии 9-й армии Южного фронта, полковник. Звание Героя Советского Союза присвоено 27 марта 1942 года «за умелое командование стрелковым полком, образцовое выполнение боевых заданий командования на фронте борьбы с немецко-фашистским захватчиками и проявленные при этом мужество и героизм».

## Награды
- 11 ноября 1918 года — день рождения дивизии
- 13 декабря 1920 рода — получила почётное наименование «Иркутская»
- ??.??.1920 года — награждена Почётным Революционным Красным Знаменем
- 18.04.1920 — Орденом Красного Знамени РСФСР
- 4 марта 1921 года Орденом Красного Знамени РСФСР  — награждена за отвагу, проявленную бойцами и командирами при разгроме армии Врангеля и освобождении Крыма;
- 5 мая 1921 года — Орденом Трудового Красного Знамени УССР  — награждена постановлением Всеукраинского Центрального исполнительного комитета за активное участие в борьбе с бандитизмом и укреплении советской власти на Украине;
- 16 июля 1921 года — присвоено имя «Всероссийского Центрального Исполнительного Комитета»;[14][15]
- 27 февраля 1934 года —  Орден Ленина — награждена постановлением Президиума ВЦИК СССР за выдающиеся заслуги в период посевных и уборочных компаний, выразившиеся в непосредственном трудовом участии в сельскохозяйственных работах всего личного состава дивизии, показавшего крепкую сплоченность, подлинные образцы социалистического энтузиазма и неутомимую энергию, способствовавшие своевременному выполнению плана хлебозаготовок.(объявлено приказом РВС СССР № 69 от 4 мая 1934 года)[16]
- 3 декабря 1938 года — наименование изменено на «имени Верховного Совета РСФСР»
- 18 декабря 1942 года — соединение преобразовано в 55-ю гвардейскую стрелковую дивизию.

## Память
- После Перекопско-Чонгарской операции и взятия Крыма в ноябре 1920 года в Феодосии к 50-летию событий был назван переулок 30-й стрелковой дивизии бывший Купальный.
- 29 августа 2019 года гимназии № 82 г. Краснодара присвоено имя 30-й Иркутской дивизии.
- 5 июля 2018 года средней образовательной школе № 76 г. Иркутска было присвоено почетное наименование «Имени Гвардейской Иркутско-Пинской дивизии».
- 23 июня 2020 года Ясиновской средней образовательной школе Куйбышевского района Ростовской области присвоено имя 30-й гвардейской Иркутско-Пинской дивизии.